# Even if TEMPEST 宵闇にかく語りき魔女
『even if TEMPEST 宵闇にかく語りき魔女』（イーブン イフ テンペスト よいやみにかくかたりきまじょ）は、ボルテージから2022年6月9日に発売されたNintendo Switch用ダウンロード専用ソフト。略称は「テンペスト魔女」。

## 概要
魔女裁判や魔女狩りが慣習とされる世界を舞台とした物語。魔女から与えられた“死に戻り”という能力を使い、主人公が人生をやり直すストーリーが描かれる。ビジュアルノベル形式の中に「捜査パート」と「裁判パート」を含み、主人公らの視点で謎解きを進めることで、物語全体の大きな謎へと近づいていく。2021年10月20日に米州・アジア・欧州・豪州・日本リージョンで発売されることが発表され、2022年6月9日にNintendo Switchダウンロード専用ソフトとして発売された。その後日談を描いたファンディスク「even if TEMPEST 連なるときの暁」が2023年夏発売予定だったが、諸般の都合により延期となり、2023年10月26日に発売された。本編の発売からおよそ2年後の2024年5月29日に、全世界販売本数が3万本を突破したことが発表された（中国語・繁体字版を除く）。

## 追加コンテンツ一覧
- Roses for My Love（2024年11月21日発売）
  - ルーシェン：『初恋の熱』『紙飛行機に乗せて』『王子と騎士』
  - クライオス：『行き交う想いの終着点』『誘惑ごっこ』『騎士と異邦人』
  - ティレル：『恋に至る痛み』『乞うように、願うように』『異端審問官と王子』
  - ゼン：『優しくて意地悪な抱擁』『無垢な幸福』『異邦人と異端審問官』

- Bouquet for My Girl（2024年12月26日発売）
  - ルーシェン：『砂糖菓子たちのひそめき』『未来への序曲』『魔女からの質問状』
  - クライオス：『初めてのおうちデート』『若葉の思い出』『魔女からの質問状』
  - ティレル：『赤と黒の呼び水』『幸福でおだやかな夜』『魔女からの質問状』
  - ゼン：『sleepless night』『罪過の熱』『魔女からの質問状』
- 宵闇の記憶（2025年1月25日発売）

「even if TEMPEST 宵闇にかく語りき魔女」本編を攻略キャラクター4人それぞれの視点から描いた物語。新規シーンが追加されている。

## 登場人物

### 主人公
アナスタシア・リンゼル
声 - なし
本作の主人公。18歳、侯爵家に生まれながらも継母に疎まれ不遇を強いられており、幼い頃から屋根裏部屋で生活していた。しかし『死に戻り』という過去を変える力を手にしたことで、運命が大きく変わっていく。赤い髪が特徴的で、趣味は鍛錬。

### 攻略対象
ルーシェン・ノイシュバーン
声 - 石川界人
18歳、ヒストリカ国の第三王子。王位継承権の保持者だが、母親が低い身分の出身であるため親族から虐げられて育った過去が影響し、心優しくも意気地が無く泣き虫な性格。しかし、とあるきっかけから評価が逆転する。好きなものは猫。

クライオス・キャソロック
声 - 古川慎
26歳、ガルダ翼騎士団の副団長。紳士的で面倒見が良く、部下からの信頼が厚いリーダータイプ。欠点の見当たらない性格である一方、時折不自然な行動が垣間見える。趣味は剣術。

ティレル・Ｉ・リスター
声 - 杉山紀彰
26歳、異端審問官のトップ。魔女を断罪する役職のため市民から忌避されているが、部下からは慕われている。理知的な頭脳派。非常に口は悪いが、根は優しい。クライオスとゼンが唯一の友人。趣味は飲酒。

ゼン・ソルフィールド
声 - 武内駿輔
年齢、出身地、全て不詳。謎の人物。大柄で無愛想、目つきが悪く強面。主人公にとって敵か味方かも分からないが、行く先々で姿を現す。趣味は放浪。

### その他キャラクター
マヤ・カークランド
声 - 三森すずこ /26歳、リンゼル家のメイド。

コンラッド・ノイシュバーン
声 - 帆世雄一 /24歳、ヒストリカ国の第一王子。

パーカー・ノイシュバーン
声 - 藤澤雄生 /20歳、ヒストリカ国の第二王子。

エヴェリーナ・リンゼル
声 - 飯田奈保美 /40歳、リンゼル侯爵の後妻で、ヒストリカ国王の実妹。

オーラ・リンゼル
声 - 沖なつ芽/16歳、主人公と血のつながらない妹。エヴェリーナの実子。趣味はインテリア。

ヒューゴ・スペンサー
声 - 千葉翔也/17歳、ガルダ翼騎士団の騎士候補生。聖職者の父を持つ。

ミッチェル・ホワード
声 - 野上翔/19歳、ガルダ翼騎士団の騎士候補生。商家の出身で要領が良く商売上手。

ランドン・ウーリー
声 - 綱川博之/18歳、ガルダ翼騎士団の騎士候補生。大雑把な性格だが運動神経が良い。マヤに思いを寄せている。

メイル・ディアス
声 - 木島隆一/28歳、宮廷画家。天才と呼ばれ多数のファンがいる。

ルーン
声 - 畠中祐/異界に住む謎の人物。少年のような見た目で不思議な力を使う。

破滅の魔女
声 - 柿原徹也/主人公の前に現れる狂気的な人物。ルーンと敵対しており、人間を混乱に陥れる。

エンダーさん
声 - なし /ピエロのような見た目の「生き物」。とある攻略ルートで出てくるが、正体は謎に包まれている。

## スタッフ
- イラストレーター - のりた
- ディレクター・シナリオ - 潮文音
- 背景美術 - 秋葉みのる
- BGM - 土屋俊輔
- 映像 - MjuZ
- SE - フルーカ
- 開発 / UI - unico
- WEB - BENCH inc

## 主題歌
オープニングテーマ
「Reborn To Be a Survivor」
作詞 - 平田志穂子 / 作曲・編曲 - 土屋俊輔 / 歌 - 平田志穂子
エンディングテーマ
「Embrace Myself」
作詞 - 平田志穂子 / 作曲・編曲 - 土屋俊輔 / 歌 - 平田志穂子